# القنزعية
القنزعية أو قنزعيات أو مقنزعات النواص (الاسم العلمي Seriema)، فصيلة طيور من رتبة المقنزعيات وهي الفصيلة الوحيدة الحية من رتبة المقنزعيات. وهي طيور طويلة الساق. موطنها البرازيل وبوليفيا والأرجنتين وباراغواي وأوروغواي.

## معرض صور

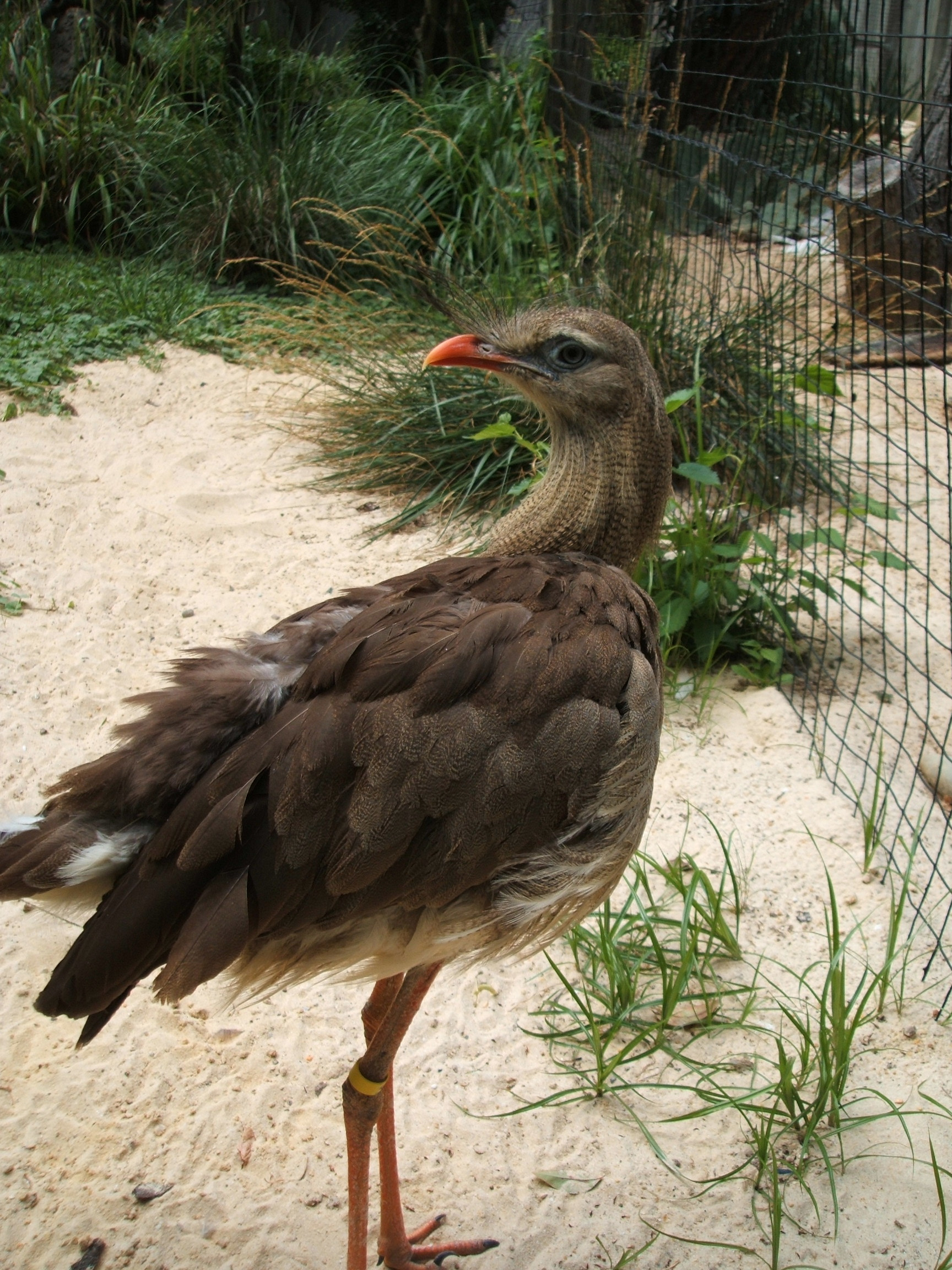
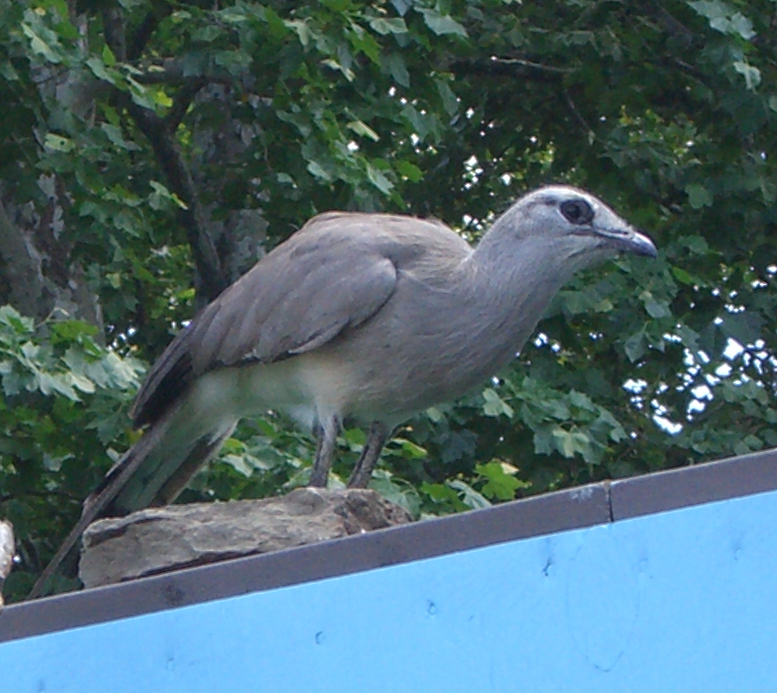
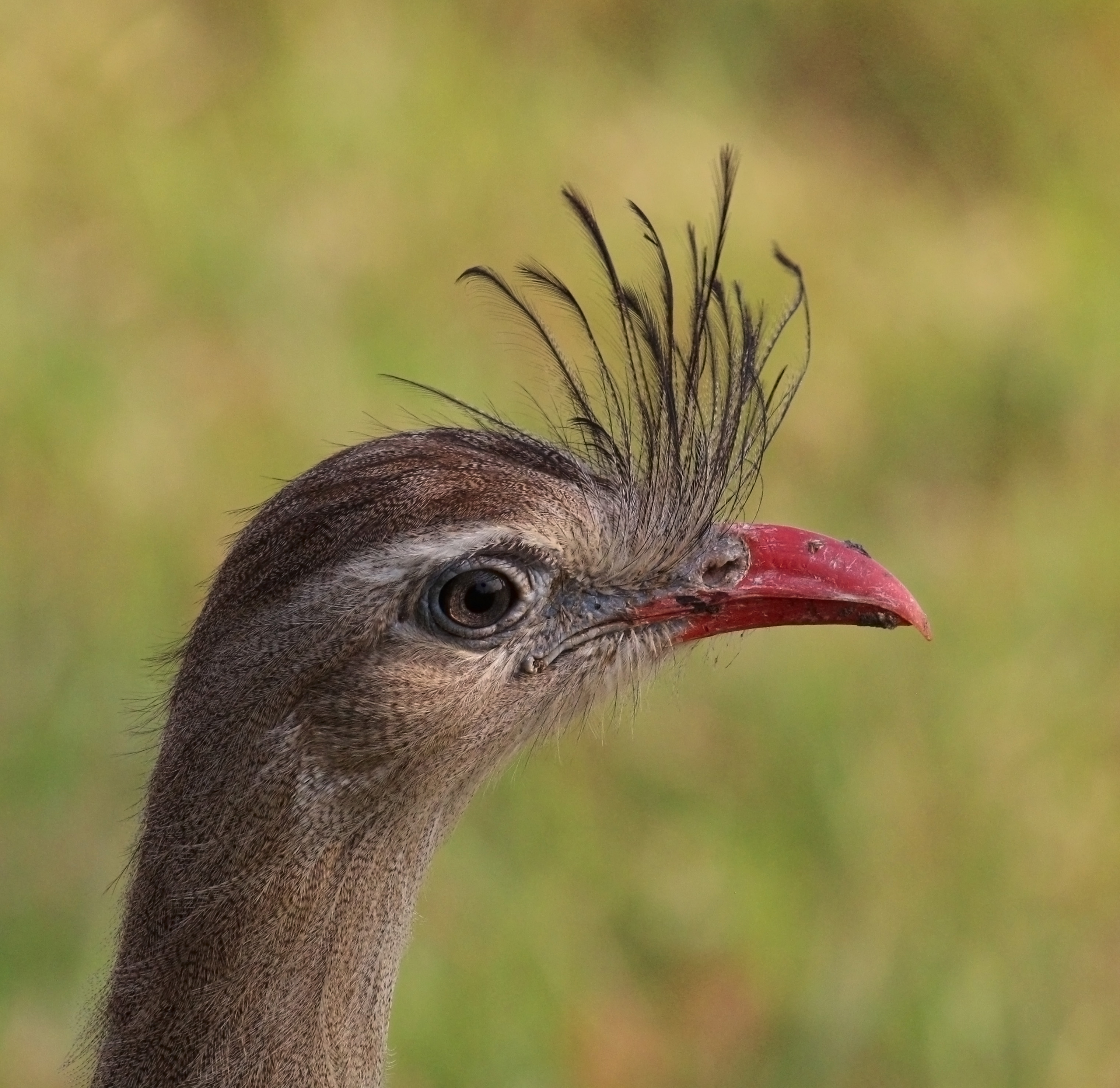